# Брусово (Гомельская область)
Брусово (бел. Брусава) — деревня в Щедринском сельсовете Жлобинского района Гомельской области Белоруссии.

## География
В 45 км на запад от Жлобина, 20 км от железнодорожной станции Красный Берег (на линии Бобруйск — Гомель), 136 км от Гомеля.

## История
По письменным источникам известна с XIX века как хутор в Степской волости Бобруйского уезда Минской губернии. В 1930 году жители вступили в колхоз. Во время Великой Отечественной войны погибли 13 жителей. Согласно переписи 1959 года в составе колхоза имени К. Я. Ворошилова (центр — деревня Щедрин).

## Население

### Численность
- 2004 год — 7 хозяйств, 11 жителей.
- 2009 год — 8 жителей.

### Динамика
- 1897 год — 5 дворов, 40 жителей (согласно переписи).
- 1925 год — 12 дворов.
- 1959 год — 132 жителя (согласно переписи).
- 2004 год — 7 хозяйств, 11 жителей.
- 2009 год — 8 жителей.

## Транспортная сеть
Транспортные связи по просёлочной, а затем автомобильной дороге Бобруйск — Гомель. Планировка состоит из криволинейной, близкой к меридиональной ориентации улицы. Застройка двусторонняя, деревянная, усадебного типа.